# Hana to Yume
Hana to Yume (jap. 花とゆめ, dt. „Blumen und Träume“) ist ein japanisches Manga-Magazin, das sich an jugendliche Mädchen (Shōjo) richtet.
Das 5 cm dicke Magazin im B5-Format erscheint jeden 5. und 20. eines Monats beim Verlag Hakusensha zu einem Preis von 370 Yen (Stand: Februar 2015). Den Hauptteil des Magazins machen verschiedene Kapitel von Manga-Serien und Manga-Kurzgeschichten aus. Diese sind meist Romantik- oder Comedy-Manga mit Fantasy-Elementen. Hauptfiguren der Manga in Hana to Yume sind, der Zielgruppe entsprechend, Mädchen im Teenager-Alter.
Hana to Yume wurde im Mai 1974 gegründet. Bis Mitte der 1990er schwankte die Auflage des Magazins zwischen 400.000 und 500.000, sinkt seitdem jedoch stetig. 2004/2005 hatte das Magazin eine Auflagenzahl von 295.000 und 2013/2014 von 147.000.
Das deutsche Manga-Magazin Daisuki entstand in Zusammenarbeit mit Hana to Yume und dem ebenfalls bei Hakusensha erscheinenden LaLa.

## Veröffentlichte Manga-Serien

### Fortlaufend
- Anonymous Noise von Ryōko Fukuyama
- Akatsuki no Yona von Mizuho Kusanagi
- Die Braut des Dämons will gegessen werden von Keiko Sakano
- Echt jetzt, Tamon?! von Yuki Shiwasu
- Oresama Teacher von Izumi Tsubaki
- Sacrifice to the King of Beasts von Yu Tomofuji
- Soredemo Sekai wa Utsukushii von Dai Shiina
- Skip Beat! von Yoshiki Nakamura
- Takane & Hana von Yuki Shiwasu
- Yami no Matsuei von Yoko Matsushita

### Abgeschlossen / nicht mehr im Magazin
- Aka-chan to Boku von Marimo Ragawa
- Alice Academy von Tachibana Higuchi
- Angel Sanctuary von Kaori Yuki
- Bloody Kiss von Kazuko Furumiya
- Charming Junkie von Ryoko Fukuyama
- Colette beschließt zu sterben von Alto Yukimura
- Die Dienerin des verfluchten Kindes von Yuki Shibamiya
- Fairy Cube von Kaori Yuki
- Fruits Basket von Natsuki Takaya
- Glass no Kamen von Suzue Miuchi
- Global Garden von Saki Hiwatari
- God Child von Kaori Yuki
- Hana-Kimi von Hisaya Nakajō
- Hana to Akuma von Hisamu Oto
- Hoshi wa Utau von Natsuki Takaya
- Koka wa Greenwood von Yukie Nasu
- Lieb mich noch, bevor du stirbst von sora
- Ludwig Revolution von Kaori Yuki
- Missile Happy! von Miki Kiritani
- Namaiki Zakari – Frech verliebt von Mitsubachi Miyuki
- Patalliro! von Mineo Maya
- Please Save My Earth von Saki Hiwatari
- Shanimuni Go von Marimo Ragawa
- Shiawase Kissa 3-chōme von Kō Matsuzuki
- Special A von Maki Minami
- Sugar Princess von Hisaya Nakajō
- V.B. Rose von Banri Hidaka
- Venus Capriccio von Mai Nishikata
- W Juliet von Emura
  - W Juliet II von Emura